# Coil
Coil var ett brittiskt industriband grundat 1982 av Jhonn Balance, som från och med 1984 även kom att inkludera Peter Christopherson, efter att de båda lämnat sitt tidigare band Psychic TV. Efter Balances död 2004 upphörde bandet formellt att existera, men en sista skiva med gammalt material kom ut 2005 med titeln The Ape of Naples. Christopherson flyttade efter Balances död till Bangkok, där han avled 2010.
Musikaliskt influerades Coil av en mängd olika stilar. Medan tidiga album som Scatology och Horse Rotorvator var tydligt rotade i industrimusik tog bandet på albumet Love's Secret Domain intryck av den vid tidpunkten populära acid house-scenen. Mot slutet rörde sig bandet mer mot ambient och influerades av 1970-talets Berlinskola.

## Diskografi
Album
- Scatology (1984)
- Horse Rotorvator (1986)
- Gold Is The Metal With The Broadest Shoulders (1987)
- Love's Secret Domain (1991)
- ELpH vs. Coil: Worship the Glitch (1995)
- Black Light District: A Thousand Lights in a Darkened Room (1996)
- Time Machines (1998)
- Astral Disaster (1999)
- Musick to Play in the Dark Vol. 1 (1999)
- Musick to Play in the Dark Vol. 2 (2000)
- Constant Shallowness Leads to Evil (2000)
- Black Antlers (2004)
- The Ape of Naples (2005)
- The New Backwards (2008)
- Backwards (2015)